# Araneus schrencki
Araneus schrencki là một loài nhện trong họ Araneidae.
Loài này thuộc chi Araneus. Araneus schrencki được miêu tả năm 1861 bởi Grube.